# Triple A (empresa)
La Triple A S.A. E.S.P., oficialmente Sociedad de Acueducto, Alcantarillado y Aseo S.A. E.S.P. es una empresa de servicios públicos que opera en la ciudad de Barranquilla y 14 municipios. Fue fundada en la década de 1990 y formaba parte del Grupo Inassa (Sociedad Interamericana de Aguas y Servicios), una organización especializada en el tratamiento del agua de origen español.
Desde mediados del mes de octubre de 2018, la Sociedad de Activos Especiales (SAE) asumió el control directivo de la empresa, además de controlar  aproximadamente el 82% de las acciones. Esto, en relación con el desfalco ocurrido en la administración del entonces gerente general, Ramón Navarro Pereira, quien fue capturado por la apropiación de $ 27 000 millones y por irregularidades en un contrato cuya cifra ascendió hasta los $ 237 000 millones.  En diciembre de 2021 el distrito de Barranquilla había asumido el 65% de las acciones, después de un comunicado de prensa a la opinión pública. Sin embargo, el 2 de enero de 2023, la SAE afirmó a través de un comunicado que dichas acciones no se iban a ceder al distrito, retomando el control de la empresa y la participación accionaria, esto, después de encontrar irregularidades con el contrato que se había suscrito con la empresa Alumbrado Público de Barranquilla (APBAQ) ya que dicha empresa «no tenía capacidad financiera de adquirir Triple A» y por violaciones al ordenamiento jurídico. Finalmente, la SAE suscribió un contrato con la empresa K-Yena S.A.S. por valor de $ 565 000 millones para la recuperación del 82,16% de las acciones totales de la Triple A. K-Yena S.A.S es controlada por el distrito de Barranquilla.
La empresa también se especializa en el cuidado del medio ambiente y en actividades sociales que buscan el beneficio de la comunidad. Su sede principal se encuentra en la ciudad de Barranquilla ya que allí es donde inicia todo el proceso de captación del agua. Posee también un parque ambiental y temático llamado «Los Pocitos», donde opera un relleno sanitario y se manejan las basuras y los residuos ordinarios y peligrosos. El agua es suministrada a más de dos millones  800 mil personas en toda Barranquilla y el Atlántico, esto, gracias a los 3000 kilómetros de redes distribuidos a lo largo del departamento. 
En la década de 2000 la compañía expandió sus servicios a otros países, entre ellos, Ecuador, Venezuela y República Dominicana, por medio de varias filiales. La empresa es frecuentemente visitada por funcionarios de otros países como Kenia, Uganda, Mozambique, Nigeria, Ecuador, Perú, México, entre otros, por el modelo de operaciones en el tratamiento de agua potable.
Debido a su notable gestión en la prestación de servicios, calidad y la eficiencia en sus trabajos y la contribución al mejoramiento continuo y conservación del medio ambiente, ha sido galardonada con diversos premios tales como el premio Royal a la responsabilidad empresarial, el premio Andesco como mejor empresa de servicios públicos, premio Portafolio al servicio al cliente y medio ambiente, premio ambiental Gemas en la categoría de mejor organización ambiental y el mérito empresarial de la Universidad Simón Bolívar, entre otros.

## Corrupción al interior de la empresa

### Desfalco
Según una extensa investigación de la Fiscalía General de la Nación (FGN), la empresa Triple A la saquearon desde el año 2000. Desde entonces se presentaron irregularidades como pagos fraudulentos por medio de un contrato de asistencia técnica, esto fue lo que originalmente causó un detrimento patrimonial al interior de la empresa de servicios públicos. Este contrato fue celebrado en septiembre de 2000 entre la Triple A e Inassa (la casa matriz) y se mantuvo vigente por 17 años (hasta que comenzaron las investigaciones), desde entonces, la Fiscalía afirmó que hubo un desfalco cercano a los $ 329 mil millones de pesos, «una cifra cercana a lo que el distrito de Barranquilla recauda anualmente por el impuesto predial». Finalmente el ente investigador determinó que dicho contrato de asistencia técnica nunca se efectuó y que estas cantidades de dinero se desviaron para favorecer a otras empresas y sociedades, entre ellas, Canal Extensia S.A. (empresa española), Slasa (empresa panameña) y demás. Estos dineros que iban destinados a estas empresas se giraron a través de una cuenta de compensación ubicada en Miami, Estados Unidos.
Las investigaciones y demás procesos continuaron después de 2017. Para mediados de junio de ese mismo año, el periódico español El Mundo reveló una serie de irregularidades al interior de la empresa. Se supo que varios funcionarios financiaron campañas a políticos colombianos, entre ellos, al entonces presidente Juan Manuel Santos y el alcalde de Barranquilla, Alejandro Char. La Triple A pagó $ 150 millones de pesos en la campaña para las elecciones presidenciales de Colombia de 2010 y este monto fue fraccionado en varios funcionarios. Entre estos implicados estaban Julia Serrano Monsalvo quien se desempeñaba como Gerente Financiero, Jorge Navia Pardo, Gerente de Regulación y Aseo y Cecilia Donado Caro, Directora de Tesorería, todos aportaron $ 25 millones de pesos para un total de $ 75 millones, es decir, más del triple de su salario en aquel entonces. El dinero fue sacado bajo contratos ficticios:

«Para justificar las salidas de efectivo de Triple A firmaron contratos ficticios de obras que nunca se hacían, obligando a algunos de los gerentes a firmar esos proyectos. Eran contratos camuflados de asesorías para obras que jamás se realizaban, o precios inflados de obras que se realizaban con peor calidad de la presupuestada; esos eran generalmente los métodos más utilizados». Periódico el El Mundo.

A comienzos de 2018 se conoció que la empresa también estuvo implicada en otras irregularidades en los que se vieron comprometidos $ 264 mil millones de pesos. Esta cifra corresponde a una apropiación por parte del exgerente de la empresa, Ramón Navarro Pereira, quien fue detenido por el Cuerpo Técnico de Investigación (CTI) por un contrato falso de $ 27 mil millones y por otro contrato que en su momento fue investigado y cuya cifra asciende hasta los $ 237 mil millones. Por esto, la Procuraduría General de la Nación inhabilitó a Ramón Navarro por 18 años y le impuso una multa de $ 722 millones de pesos. Además, el Juzgado Único Penal Especializado del Circuito de Barranquilla le condenó a 55 meses de prisión domiciliaria.
En estos hechos de corrupción también estuvo implicada Julia Serrano Monsalvo, quien ejerció como Gerente Financiero y Gerente General. El expresidente de la empresa, el español Edmundo Rodríguez Sobrino también fue señalado y acusado de «enriquecimiento ilícito de particulares, administración desleal y falsedad en documento privado» por parte de la Fiscalía General de la Nación. La Fiscalía también citó a indagación a varios exfuncionarios de la Triple A e Inassa por estos hechos, entre ellos, Francisco Olmos Fernández, Luis Fernando Arboleda, Carlos Alberto Ariza, Ramón Hemer Redondo, Luis Nicolella de Caro, Francisco Javier Maliá, Alberto Muguiro, Germán Saravia Huyke y Carlos Roca García.
En noviembre de 2022, una investigación de la Fiscalía General de la Nación determinó que el entonces directivo de la empresa, Nelson Eduardo Polo Carbonell, fue responsable de avalar una «apropiación en favor de terceros de $ 23 379 millones de pesos, entre 2012 y 2014», motivo por el cual la Fiscalía le imputó los cargos de enriquecimiento ilícito de particulares, falsedad ideológica de documento privado y administración desleal.

## Crisis operacional y problemas financieros
A mediados de marzo de 2018, funcionarios de la empresa y miembros de Sintratriple A (Sindicato de Trabajadores de la Triple A) afirmaron que la empresa pasaba por una profunda crisis financiera. Varios miembros de este sindicato y Evaristo Bula, líder la organización, dijeron que la empresa estuvo en la búsqueda de un crédito para ejecutar inversiones por más de 200 millones de pesos.
En abril de 2020 más de 100 empleados de la compañía Aseo Técnico, empresa contratista que ejercía labores de recolección de residuos sólidos en Barranquilla, fueron despedidos. Las directivas de la Triple A presionaron a los empleados para que renunciaran a sus contratos, de lo contrario, los retiraban directamente, según las declaraciones de David Ospino, presidente de la organización sindical Sintraseo. También afirmó que «desde que comenzó este despido masivo, más de un centenar de trabajadores afiliados a la organización sindical han sido retirados de la empresa, incluso, en plena época de crisis sanitaria, violando los decretos expedidos por el Gobierno Nacional».
En octubre de 2020, la Superintendencia de Servicios Públicos Domiciliarios, agencia regulatoria del Gobierno Nacional multó a la empresa con 6500 millones de pesos por «cobros indebidos y omisión de información».

«Esta conducta de la empresa Triple A es considerada como grave, ya que se evidenció que fue realizada de manera continua entre enero de 2013 y octubre de 2017, vulnerando así los derechos de los usuarios, quienes, al pagar las facturas, asumieron cobros indebidos que no tienen que ver directamente con la prestación de los servicios de acueducto, alcantarillado y aseo». «La empresa Triple A tampoco hizo el reporte de información en el Sistema Único de Información (SUI) de la Superintendencia, entre 2017 y 2018, lo que también es considerado grave». Natasha Avendaño García, Superintendente de Servicios Públicos.

Se sabe que estos cobros injustificados ascenderían hasta los 81 mil millones de pesos, según declaraciones de Natasha Avendaño García. Se tienen evidencias y pruebas de que la empresa realizó una serie de cobros arbitrarios durante enero de 2013 hasta octubre de 2017, es decir, cobros durante más de 4 años ininterrumpidamente.
Entre 2019 y 2021, la empresa fue motivo de constantes quejas y reclamos por la prestación de los servicios. La Alcaldía del municipio de Baranoa demandó a la empresa ante la Superintendentcia de Servicios Públicos, también por la «conducta irresponsable y omisiva ante la crisis originada por la mala prestación del servicio (baja presión en los diferentes barrios) y ausencia del líquido». Hasta enero de 2021 se presentaron 70 quejas por parte de los usuarios.
La suspensión reiterada del suministro de agua es una de las grandes problemáticas de la empresa. Estas interrupciones se presentan mayoritariamente en los barrios del suroccidente, entre ellos, La Manga, La Pradera, El Edén, El Edén 2000, Kalamary y Los Olivos, entre muchos otros. Muchas de estas interrupciones se prolongan por más de 10 y 15 horas al día, lo que genera inconformidades, quejas, reclamos y denuncias. También se sabe que muchas de las tuberías datan de la época de Samuel Hollopeter y que se encuentran en mal estado, una de las tantas causas de fugas.
A finales del mes de noviembre de 2022, el Concejo de Barranquilla solicitó formalmente la renuncia del gerente Jairo de Castro por la inoperancia e incapacidad para implementar planes de contingencia debido a los problemas de turbiedad y mal sabor en el agua.